# Панченко, Виктор Иванович (актёр)
Ви́ктор Ива́нович Па́нченко (12 октября 1948 года, Киев, УССР — 24 октября 1987) — украинский советский актёр.

## Биография
Родился в семье рабочего. Окончил Киевский государственный институт театрального искусства им. И. Карпенко-Карого (1972). Был актером Киевской киностудии им. А. П. Довженко.
Снялся более чем в пятидесяти картинах (преимущественно в ролях второго плана и эпизодических), в том числе: «Вечер накануне Ивана Купала» (1968, ряженый), «Не плачь, девчонка» (1976, Василий Дудка), «Праздник печёной картошки» (1976, Тимофей), «Море» (1978, Цапля), «Накануне премьеры» (1978, Костя), «Предвещает победу» (1978, Ванечка), «Ипподром» (1979, Кунин), «Мужество» (1980, Платт), «Долгие дни, короткие недели» (1980, Рыбаков), в эпизодах фильмов: «Красный петух плимут-рок» (1975), «Побег из дворца» (1975), «Такая она, игра» (1976), «Воспоминание…» (1977), «Вавилон XX» (1979), «Легенда о княгине Ольге» (1983), «Рассказ барабанщика» (1985) и др.
Был членом Союза кинематографистов Украины.